# مانويل غوتيريز
مانويل غوتيريز (بالإسبانية: Manuel Gutiérrez Hernández)‏ (8 أبريل 1920 بالمكسيك - ) هو لاعب كرة قدم مكسيكي في مركز الدفاع، شارك في كأس العالم 1950. وشارك مع منتخب المكسيك لكرة القدم. أما مع النوادي، فقد لعب مع نادي أمريكا.

## وصلات خارجية
- مانويل غوتيريز على موقع الاتحاد الدولي (مؤرشف)  (الإنجليزية)
- مانويل غوتيريز على موقع قاعدة بيانات كرة القدم.إي يو (الإنجليزية)
- مانويل غوتيريز على موقع ناشيونال فوتبول تيمز (الإنجليزية)
- مانويل غوتيريز على موقع Soccerway.com (الإنجليزية)
- مانويل غوتيريز على موقع عالم كرة القدم.نت (الإنجليزية)